# Dyko
Dyko ist eine Electronica/Synthpop-Band, die 2003 in Frankfurt am Main gegründet wurde. Kopf der Band ist der gebürtige Australier John Barrie Dyke.

## Geschichte
Der australische Künstler John Barrie Dyke wuchs in Melbourne auf, lebt jedoch schon seit Anfang der 1990er Jahre in Deutschland, heute in Berlin. Dyko wurde 2003 gegründet. Die Musik und die bei Auftritten verwendeten Visuals entstehen in enger Zusammenarbeit mit dem Deutschen Christofer Jost.
Dyko touren seit ihrer Gründung regelmäßig und sind bisher in mehr als 40 Ländern aufgetreten, unter anderem im Club B2 in Moskau, im Club 103 und Club Maria in Berlin, in der Roten Fabrik in Zürich und auf dem Exit-Festival in Serbien sowie im Rahmen der Initiative Deutschland – Land der Ideen auf dem deutsch-chinesischen POP-Festival in Nanjing, auf dem sie zusammen mit deutschen Bands wie Juli, 2raumwohnung, Tele und MIA. auf der Bühne standen.
Die Musik von Dyko reflektiert John Barrie Dykes besondere Leidenschaft für die deutsche Alltagskultur und Sprache. Seit 2007 fördert deshalb das Goethe-Institut die Band mit bisher mehr als 30 Auftritten mit bis zu 10.000 Zuhörern und setzt Dyko weltweit als eine Art Kulturbotschafter für Deutschland ein. Konzerte unter der Schirmherrschaft des Goethe-Instituts fanden unter anderem in Toronto, Estland und Polen statt. Dabei soll auch die Verbreitung von Deutsch als Fremdsprache unterstützt werden, zum Beispiel durch einen Auftritt bei der Konferenz „Languages Without Borders“ der Canadian Association of Second Language Teachers (CASLT) in Edmonton, Kanada. Die Release-Party der Single in ordnung fand am 28. August 2009 im Goethe-Institut in New York statt.
Fester Bestandteil der Auftritte sind die roten monteurähnlichen Anzüge, denn Dykos Arbeitsweise basiert auf dem Bauhaus-Konzept des „Gestalters als Techniker“ und ist dem Elektro-Pop und New Wave der 1970er und 80er Jahre verschrieben. Besonders Bands wie Kraftwerk, Nina Hagen, Ideal, Trio und David Bowie beeinflussen das Schaffen der Band.

## Diskografie
- 2007: Dyko (Album, Ordnungsamt Records)
- 2009: in ordnung / autobahn featuring Wolfgang Flür (ex-Kraftwerk) (Single, Ordnungsamt Records)